# Francis Bernard (ingénieur)
Pour les articles homonymes, voir Francis Bernard et Bernard.
Francis Bernard est un ingénieur français qui fut, dans les années 1970, l’initiateur puis le responsable des développements internes de la CFAO chez Dassault Aviation. Il y conçut le logiciel CATIA puis rendit le produit disponible sur le marché comme cofondateur et premier dirigeant de Dassault Systèmes en 1981.

## Biographie

### Jeunesse et formation
Francis Bernard naît à Hanoï en 1940, dans ce qui est alors l’Indochine française. Son père était ingénieur dans les mines du nord de ce qui est aujourd’hui le Vietnam. Il suit une scolarité primaire à Haïphong et Dalat. En 1952, sa famille rentre en France et s’installe à Paris. Il rejoint le lycée Janson de Sailly où il restera jusqu’aux classes préparatoires avant d’entrer à Supaero, promotion 1965.
Après son service militaire, il rejoint la direction technique de Avions Marcel Dassault, dirigée alors par Jean Cabrière et plus précisément la Division des Etudes Avancées (DEA) dirigée par Pierre Bohn chargé des études aérodynamiques, de qualités de vol et de performances. Il se spécialise en aérodynamique théorique. Rapidement, il s’intéresse à la mise en œuvre des premiers systèmes informatiques de l’époque dans les domaines de la conception assistée par ordinateur (CAO) et de la fabrication assistée par ordinateur (FAO).

### Carrière

#### De GEOVA à DRAPO: naissance de la CAO chez Dassault Aviation (1967-1981)
Il commence sa carrière dans le développement d’outils de calcul pour l’optimisation aérodynamique. Sont alors en cours les études de différents programmes avions militaires dont l'Alpha Jet, ou les successeurs du Mirage III et les premiers avions civils Mercure et Falcon. Francis Bernard prend la direction d’une petite équipe de 5 à 6 personnes qui développe des outils de CAO en tridimensionnel grâce auxquelles sont produites des maquettes de soufflerie avec une meilleure précision, ainsi que des programmes de commande numérique pour l’usinage de pièces de structure. GEOVA (Génération et Exploitation par Ordinateur des Volumes d’Avions) est l’unification des différents outils logiciels autour d’une base de données unique, afin d’éviter la divergence des développements en les structurant autour des données. 
Pendant une décennie, de 1967 à 1977, il développe un ensemble complet d’applications de CAO 3D GEOVA et suit les innovations technologiques des ordinateurs, des terminaux graphiques interactifs qui remplacent les terminaux alphanumériques et des machines-outils à commande numérique (MOCN). Comme chez d’autres avionneurs, il s’agit de développements internes, définis selon des exigences spécifiques et urgentes. En conséquence, d’une part le niveau d’intégration est relativement faible ; d’autre part (c’est l’époque des mainframes et des cartes perforées), les utilisations sont réservées aux spécialistes. Les travaux de calculs étaient soumis par les bureaux d’études à l’équipe de Francis Bernard qui assurait à la fois le développement et l’exploitation.

#### Anticipation du full 3D et naissance de CATIA
Si la 3D donne d’excellents résultats en matière de maquette de soufflerie ou d’optimisation des surfaces, la 2D reste la modélisation fondamentale dans les bureaux d’étude qui alignent alors des dizaines de planches à dessin dans d’immenses salles. C’est pourquoi, dans les années 1970, les offres disponibles sur le marché visent les métiers de dessinateurs.
C’est dans ce contexte qu’à partir de 1974, Dassault Aviation achète des licences CADAM, le logiciel de dessin sur écran graphique interactif de Lockheed, pour remplacer progressivement les planches à dessin. Francis Bernard développe alors d’une part des interfaces entre GEOVA et CADAM et d’autre part des améliorations dites 2.5D dans CADAM permettant de modéliser et usiner sur machine à commande numérique 5 axes des vrillages de nervures d’ailes et de cadres de fuselage (fonctions qui seront revendues à CADAM Inc.). Il donne le nom de DRAPO (Définition et Réalisation d’Avions par Ordinateur) à cette solution interfacée GEOVA 3D + CADAM 2.5D.
En 1977, devant les problèmes d’intégration que crée immanquablement l’arrivée continuelle de nouvelles applications, devant également la rapide amélioration de l’ergonomie des plateformes informatiques, Francis Bernard propose la réécriture de GEOVA. Il conçoit pour cela, avec l’accord de Jean Cabrière et de Pierre Bohn, une architecture unique avec une interface graphique interactive complète utilisable par les non-spécialistes. C’est le début de CATI (Conception Assistée Tridimensionnelle Interactive) qui deviendra en quelques années, CATIA (Computer-Aided Threedimensional Interactive Application).

#### Cofondateur de Dassault Systèmes
En 1981, la décision de mettre CATIA sur le marché amène à la création de Dassault Systèmes. Il faut saisir l’étendue du pari qui est fait alors par Dassault et que ne fera aucun autre avionneur (pour la 3D du moins). La création de Dassault Systèmes induit entre autres le risque de voir des concurrents utiliser une technologie développée dans CATIA. Il y avait certes le précédent Lockheed et la commercialisation de sa 2D, CADAM, mais cela est resté une exception.
Francis Bernard doit également pallier la grande infériorité numérique de l’entreprise par rapport à la concurrence. Dassault Systèmes est créée plus tard que les sociétés bien établies dans ce secteur, américaines pour l’essentiel, comme CADAM, ComputerVision ou CALMA, qui disposent déjà chacune de centaines de collaborateurs. Par ailleurs, parmi les concurrents français, figure Datavision qui dispose avec Euclid d’une offre assez comparable. Dassault Systèmes démarre avec une vingtaine de personnes à peine et un client unique, Dassault Aviation. 
Le capital est réparti entre les 10% de Benno-Claude Vallières (P-D.G de Dassault Aviation), les 10% de Charles Edelstenne (secrétaire général de Dassault Aviation) et les 80% de la famille Dassault. Charles Edelstenne est gérant, tandis que Francis Bernard est directeur général.

#### Le partenariat stratégique avec IBM
Le partenariat avec IBM est au cœur de la création de Dassault Systèmes. C’est à IBM que revient la commercialisation de CATIA. Son introduction au catalogue du leader absolu de l’informatique de l’époque n’a rien dû au hasard. Le processus de qualification, commencé en 1980, a pris plusieurs mois. La concurrence des autres logiciels est farouche. « IBM avait constaté les lacunes de CADAM et cherchait pour son catalogue un produit susceptible de le compléter, notamment dans le domaine des représentations tridimensionnelles. Après une analyse longue et approfondie par des techniciens de IBM accueillis chez Dassault au centre CFAO de Saint-Cloud, CATI fut retenu contre ses concurrents, l'un présenté par l'avionneur américain Northrop, l’autre par le groupe japonais Nissan. » Francis Bernard et son équipe ont dû comprendre, traduire et implémenter les exigences d’IBM, et faire montre de pédagogie pour bien situer les nouveautés par rapport à la 2D, en l’occurrence CADAM, présente au catalogue d’IBM depuis des années. 
En retour, l’avantage de ce partenariat apparaît sans tarder. IBM dispose d’une large clientèle d’industriels avec l’offre 2D, parmi laquelle se trouve naturellement des prospects pour des solutions 3D. Francis Bernard prend soin de positionner CATIA en complémentarité avec CADAM grâce à l’interface déjà développée chez Dassault Aviation entre les deux logiciels, de sorte que pour les commerciaux d’IBM l’ensemble formait un tout cohérent.
Ce souci de cohérence trouve une sorte d’accomplissement lorsque, fin 1991, Dassault Systèmes fait l’acquisition de CADAM, dont IBM avait pris le contrôle deux ans plus tôt, contre une prise de participation de 10% d’IBM dans Dassault Systèmes. Celui-ci devient alors le seul fournisseur de CAO d'IBM.

#### Une croissance rapide

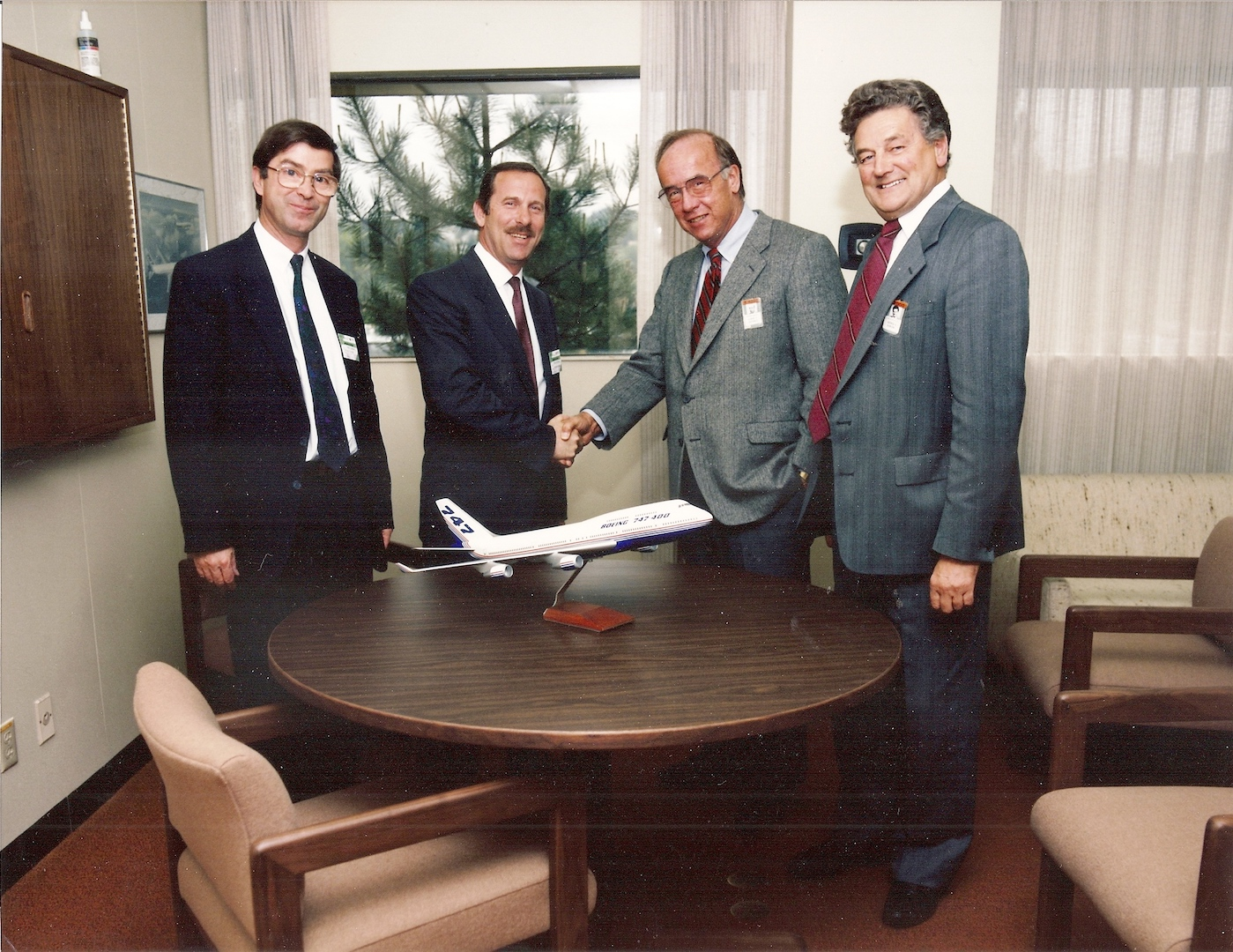
Francis Bernard et Charles Edelstenne avec les dirigeants du groupe Boeing

Dans l’année qui suit sa création, Dassault Systèmes gagne des clients importants comme Honda au Japon, Mercedes et BMW en Allemagne Fédérale, SNECMA  en France et même  Grumman Aerospace aux États-Unis. La force commerciale d’IBM montre sa puissance. Elle se manifeste en 1986 quand arrive un client d’une importance capitale pour Dassault Systèmes, Boeing. Si la réputation d’IBM est alors essentielle pour crédibiliser l’offre, c’est Francis Bernard qui conduit l’avant-vente exigeante qui s’étendit sur plusieurs années. 
En même temps qu’il gère le soutien à la force de vente d’IBM au niveau international, il adapte l’organisation de la société pour faire face à la croissance de son effectif. En quelque huit ans, Dassault Systèmes passe d’une vingtaine de personnes à plus de 500. En 1991, pour son dixième anniversaire elle en compte plus de 800 ; des filiales sont créées aux États-Unis et au Japon. L’entreprise compte alors 2500 clients (40% dans l’automobile, 30% dans l’aéronautique, 30% autres), puis en 1993, presque 8000 clients. Pour les satisfaire dans la durée, l’entreprise s’adapte pour assurer la sortie régulière de nouvelles fonctions, d’interfaces avec des matériels et logiciels nouveaux. La start-up doit affronter le défi des ajouts permanents à produire tout en maintenant le cohérence de l’ensemble.
En 1988, Francis Bernard crée une filiale, Dassault Data Services (DDS), dans le but d'entrer sur le marché alors en forte progression du service informatique anticipant ainsi le besoin de ressources spécialisées pour assurer le déploiement de ses solutions et l’intégration dans des environnements informatiques de plus en plus complexes. De fait, DDS restera liée aux produits DS, auxquels elle ajoute des offres de formation, de conseil et de développements spécifiques. Actuellement, l'activité de DDS est totalement imbriquée avec celle de DS, qui détient son capital à hauteur de 95%.

#### Une politique de version

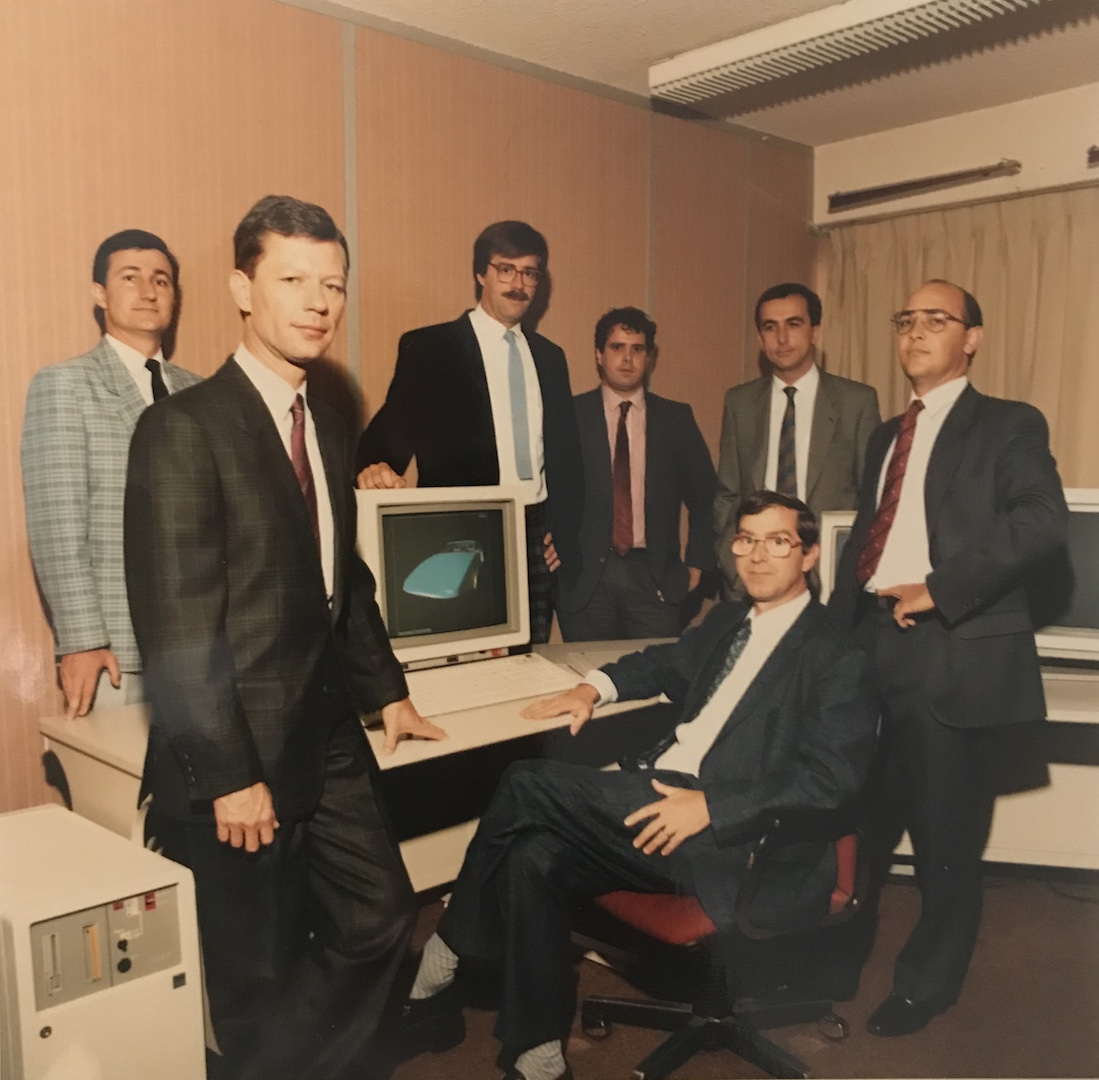
La direction générale de Dassault Systèmes en 1987: Francis Bernard, assis. Debout à gauche, au premier plan, Dominique Calmels, au fond de gauche à droite Bernard Charlès, Bernard Vermersh, Bruno Latchague, Philippe Forestier, Jean-Michel Morin.

Francis Bernard met en place une structuration de l’offre par version (changements majeurs), et « release » (ajouts fonctionnels). Si l’influence d’IBM est grande en la matière, sa mise en œuvre dans une société jeune comme Dassault Systèmes ne se réalise qu’avec un fort consensus interne, un esprit d’entreprise très tourné vers la flexibilité et une confiance dans l'avance technologique : « …[The CATIA] major advance over CADAM was the 3rd dimension. In 1984 drafting capabilities were added to CATIA, enabling it to function independently of CADAM. By 1985 CATIA Version 2 contained fully integrated drafting, solid and robotics functions, making it the aeronautical applications leader. By 1988 CATIA Version 3 contained AEC functionality and was ported to IBM's UNIX-based RISC System/6000 workstations. CATIA thus became the automotive applications leader as well. ».
- 1981 : Sortie de la Version 1, qui tourne sous MVS avec des applications de conception de forme 3D, d’usinage multiaxes, une interface CADAM-CATIA, des fonctions cinématiques pour anticiper par exemple les mouvements d’un train d’atterrissage ou des becs et volets de voilure.
- 1984 : Sortie de la V2, qui tourne sur VM en plus de MVS. Côté enrichissements métier, elle intègre des fonctionnalités 2D de dessin, elle gère des structures en composite, des fonctions pour l’industrie automobile.
- 1988 : Arrivée de la V3, qui intègre les stations de travail IBM sous Unix et connectées aux mainframes MVS. A la fin des années 1980, la demande en stations de travail se fait pressante, car des constructeurs comme Sun ou Hewlett Packard s’implantent très rapidement dans le scientifique et l’industriel. Un des enrichissements clé est l’arrivée de la maquette numérique qui offre des représentations très fournies des assemblages et de leurs composants. : « Dans les années 1990 a lieu la révolution de la maquette numérique. À l’époque de la conception du Mirage, le processus était rythmé par les réunions du vendredi après-midi chez Dassault Aviation, à côté du prototype. La coordination des métiers, la rencontre entre le monde du Bureau d’études et celui de l’usine, se faisait autour de la maquette physique. Mais pour cela il fallait construire un prototype d’avion à l’échelle 1, réaliste (avec de vrais matériaux) et qui évolue de jour en jour. Dans les années 1990, on remplace la maquette physique par une maquette numérique, qui devient le référentiel pour tous les métiers (l’équipement, les structures, le revêtement, les circuits, etc.). »[20]
- 1993 : Sortie de la V4, qui marque une évolution profonde de la relation à IBM. CATIA s’affranchit de sa dépendance au hardware IBM et tourne désormais sous Unix sur plateforme IBM ainsi sur des stations de travail Hewlett Packard, Sun, Silicon Graphics. : « Côté stations, la fidélité exemplaire que vouait Dassault Systèmes à IBM devenait intenable. Aujourd'hui, tous les grands éditeurs de CAO proposent leurs produits au moins sur deux ou trois familles de machines parmi celles de Hewlett Packard, de Silicon Graphics, de Sun, d'IBM et de Digital (sans compter sur les offres PC) »[21]. Parmi les enrichissements importants, on note l’apparition de la conception paramétrique introduite par un outsider récemment créé, PTC, qui avait construit son logiciel Pro/Engineer sur des principes très nouveaux. Il s'agit d'une transformation majeure de la capacité de représentation. Les dimensions deviennent variables et quand l’une change les autres changent en rapport. Une modification de cotes est répercutée sur les pièces qui en dépendent avec tous leurs plans 2D[22]. Le dessin s’affranchit de cotes figées.

#### Le passeur
L’entreprise a dû s’adapter à de nombreuses ruptures majeures. Les matériels informatiques se transforment profondément dans les années 1980-1990. les stations de travail se répandent, sont connectées en réseaux et concurrencent les mainframes. Il a fallu également étendre l’offre de produits, adresser des industries de plus en plus variées, ajouter des fonctions, développer la gestion des assemblages, des configurations… Ce sont de nouveaux pays qui se sont ouverts, avec des clients en Russie, Inde, Chine, Afrique du Sud, Taïwan, Corée, Australie, Israël… 
Ce sont des filiales qui se créent, des relations avec la force commerciale d’IBM qu’il faut développer. 
En 1995, il quitte la direction générale de Dassault Systèmes et passe la main à Bernard Charlès, après 14 ans d’exercice. CATIA est alors en cours de ré-écriture complète, et s’attaque, avec la V5, à l’univers Microsoft. Forte d’un millier de collaborateurs avec des filiales aux USA, en Allemagne et au Japon, l’entreprise gagne une position de leader et veut déployer son offre sur l’ensemble des PC présents chez les industriels. « Son bénéfice net a été de 221,31 millions de francs (contre 157,35 millions de francs en 1994) pour un chiffre d'affaires de 1,1 milliard de francs contre 1 milliard de francs, un an plus tôt. »
Le parcours de Francis Bernard illustre la métamorphose de l’ingénieur porté vers l’innovation en chef d’entreprise devant embrasser la technique, le marketing, la vente, entretenir la relation essentielle avec IBM, suivre les besoins en ressources humaines et les résultats financiers. C’est le parcours d’un ingénieur de l’industrie qui s’approprie l’informatique naissante, anticipe tout le potentiel de la 3D à un moment où elle était inusitée, imagine une plateforme numérique dont le destin dit assez combien elle a transformé les méthodes de conception et fabrication. Elle éclaire en ce sens la distance qu’il y a entre la clairvoyance technique et la capacité à faire grandir une entreprise. Elle éclaire surtout une continuité entre l’intuition de CATIA née chez Dassault Aviation et sa réalisation chez Dassault Systèmes.

## Distinctions

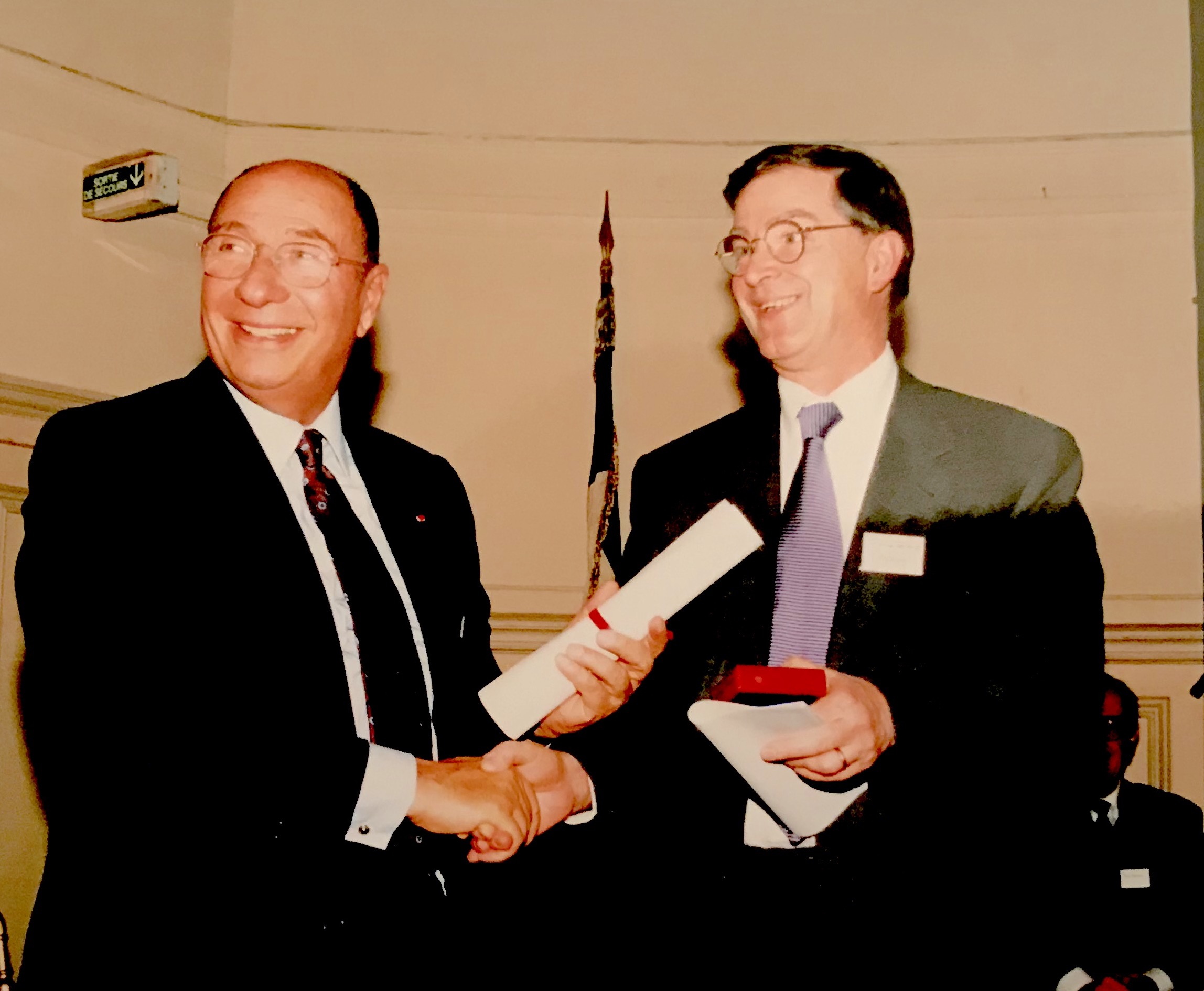
Remise du prix Chaptal par Serge Dassault

Francis Bernard a reçu les distinctions suivantes :
- « General Nicolau Award 2003 » décerné par le Collège international pour la recherche en productique[25]
- Grand prix de l'Académie de l'air et de l'espace en 1997[26]
- Chaptal 1998 décerné par la Société d'encouragement pour l'industrie nationale[27]
- Lauréat du prix décerné par la revue Aviation Week & Space Technology, IT/Electronics, en 1998[28]